# Halysidota davisii
Halysidota davisii là một loài bướm đêm thuộc phân họ Arctiinae, họ Erebidae.